# Morār
Morār är en ort i Indien.   Den ligger i distriktet Gwalior och delstaten Madhya Pradesh, i den centrala delen av landet, 290 km söder om huvudstaden New Delhi. Morār ligger 207 meter över havet och antalet invånare är 44 451.
Terrängen runt Morār är platt. Runt Morār är det tätbefolkat, med 493 invånare per kvadratkilometer. Närmaste större samhälle är Gwalior, 5,1 km väster om Morār. Trakten runt Morār består till största delen av jordbruksmark.